# Giovanni Portelli
Giovanni Portelli (Lipari, novembre 1768 – Lipari, 28 gennaio 1838) è stato un vescovo cattolico italiano.

## Biografia
Nacque a Lipari, allora sede dell'omonima diocesi, nei primi giorni di novembre del 1768.
Fu ordinato presbitero nel 1792.
Dopo la nomina di Pietro Tasca a vescovo di Cefalù il 17 settembre 1827, assunse la reggenza della diocesi di Lipari come vicario capitolare.
L'8 marzo 1831 re Ferdinando II lo indicò come vescovo di Lipari e fu nominato da papa Pio VIII il 30 settembre. Ricevette l'ordinazione episcopale il 27 novembre dall'arcivescovo e futuro cardinale Francesco di Paola Villadicani, arcivescovo metropolita di Messina, co-consacrante Giovanni Maria Bisignani, vescovo titolare di Ege.
Morì a Lipari il 28 gennaio 1838 dopo sei anni di governo pastorale della diocesi.

## Genealogia episcopale
La genealogia episcopale è:
- Cardinale Scipione Rebiba
- Cardinale Giulio Antonio Santori
- Cardinale Girolamo Bernerio, O.P.
- Arcivescovo Galeazzo Sanvitale
- Cardinale Ludovico Ludovisi
- Cardinale Luigi Caetani
- Cardinale Ulderico Carpegna
- Cardinale Paluzzo Paluzzi Altieri degli Albertoni
- Papa Benedetto XIII
- Papa Benedetto XIV
- Papa Clemente XIII
- Cardinale Enrico Benedetto Stuart
- Cardinale Andrea Corsini
- Arcivescovo Gaetano Maria Garrasi, O.S.A.
- Vescovo Silvestro Todaro, O.F.M.Conv.
- Cardinale Francesco di Paola Villadicani
- Vescovo Giovanni Portelli